# Spelartrupper i ishockey vid olympiska vinterspelen 2002
Detta är samtliga spelartrupper i ishockey vid olympiska vinterspelen 2002. Tävlingarna hölls mellan 9 och 24 februari. Totalt deltog 468 spelare från 16 nationer. 

## Herrar

### Kanada
Mario Lemieux 
 Paul Kariya
 Ed Jovanovski
 Curtis Joseph
 Jarome Iginla
 Simon Gagné
 Chris Pronger
 Mike Peca
 Owen Nolan
 Joe Nieuwendyk
 Scott Niedermayer 
 Adam Foote
 Theo Fleury
 Martin Brodeur
 Eric Brewer
 Rob Blake
 Ed Belfour
 Steve Yzerman
 Ryan Smyth
 Brendan Shanahan
 Joe Sakic
 Al McInnis
 Eric Lindros

### USA
Bill Guerin
 Mike Dunham
 Chris Drury
 Aaron Miller
 Adam Deadmarsh
 Mike Richter
 Tom Poti
 Scott Young
 Doug Weight
 Keith Tkachuk
 Chris Chelios
 Tony Amonte
 Phil Housley
 Mike York
 Brian Rolston
 Tom Barrasso
 Gary Suter
 Jeremy Roenick
 Brian Rafalski
 Mike Modano
 Brian Leetch
 John LeClair
 Brett Hull

### Ryssland
Jegor Podomatskij
 Dannij Markov
 Alexej Kovalev 
 Vladimir Malachov
 Alexej Zjamnov
 Sergej Gontjar
 Darius Kasparaitis
 Pavel Datsijuk
 Igor Kravtjuk
 Oleg Tverdovskij
 Pavel Bure A
 Igor Larionov
 Sergej Fjodorov C
 Alexej Jasjin A
 Nikolaj Tjabibulin
 Boris Mironov
 Sergej Samsonov
 Valerij Bure
 Maksim Afinogenov
 Ilja Bryzgalov
 Ilja Kovaltjuk
 Andrej Nikolisjin
 Oleg Kvasja

### Vitryssland
Aleksandr Andrijevskij
 Oleg Antonenko
 Vadim Bekbulatov
 Dmitrij Dudik
 Aleksej Kaljuzjnij
 Oleg Chmyl
 Konstantin Koltsov
 Vladimir Kopat
 Andrej Kovaljov
 Aleksandr Makritskij
 Igor Matusjkin
 Andrej Mezin
 Oleg Mikultjik
 Dmitrij Pankov
 Andrej Rasolko
 Oleg Romanov
 Ruslan Salej
 Sergej Sjabanov
 Andrej Skabelka
 Sergej Stas
 Vladimir Tsyplakov
 Eduard Zankovets
 Aleksandr Zjurik
 Vasilij Pankov

### Tyskland
Tobias Abstreiter
 Jan Benda
 Christian Ehrhoff
 Erich Goldmann
 Jochen Hecht
 Wayne Hynes
 Klaus Kathan
 Daniel Kreutzer
 Christian Künast
 Daniel Kunce
 Andreas Loth
 Mirko Lüdemann
 Mark MacKay
 Jörg Mayr
 Andreas Morczinietz
 Robert Müller
 Martin Reichel
 Andreas Renz
 Jürgen Rumrich
 Christoph Schubert
 Dennis Seidenberg
 Marc Seliger
 Leonard Soccio
 Marco Sturm
 Stefan Ustorf

### Tjeckien
Petr Čajánek
 Jiří Dopita
 Radek Dvořák
 Patrik Eliáš
 Roman Hamrlík
 Dominik Hašek
 Martin Havlát
 Milan Hejduk
 Jan Hrdina
 Jaromír Jágr
 Tomáš Kaberle
 Pavel Kubina
 Robert Lang
 Pavel Patera
 Robert Reichel
 Martin Ručínský
 Martin Škoula
 Richard Šmehlík
 Jaroslav Špaček
 Petr Sýkora
 Michal Sýkora

### Sverige
Daniel Alfredsson
 Magnus Arvedson
 Per-Johan Axelsson
 Ulf Dahlén
 Johan Hedberg
 Tomas Holmström
 Mathias Johansson
 Kim Johnsson
 Kenny Jönsson
 Jörgen Jönsson
 Nicklas Lidström
 Markus Näslund
 Mattias Norström
 Michael Nylander
 Mattias Öhlund
 Fredrik Olausson
 Marcus Ragnarsson
 Mikael Renberg
 Tommy Salo
 Mats Sundin
 Niklas Sundström
 Henrik Zetterberg

### Lettland
Kaspars Astašenko
 Aleksandrs Beļavskis
 Igors Bondarevs
 Aigars Cipruss
 Vjačeslavs Fanduļs
 Viktors Ignatjevs
 Artūrs Irbe
 Aleksandrs Kerčs
 Rodrigo Laviņš
 Aleksandrs Macijevskis
 Andrejs Maticins
 Sergejs Naumovs
 Aleksandrs Ņiživijs
 Sandis Ozoliņš
 Grigorijs Panteļejevs
 Aleksandrs Semjonovs
 Sergejs Seņins
 Kārlis Skrastiņš
 Oļegs Sorokins
 Leonīds Tambijevs
 Atvars Tribuncovs
 Harijs Vītoliņš

### Ukraina
Vasil Bobrovnikov
 Ihor Tjybirev
 Ruslan Fedotenko
 Jurij Hunko
 Ihor Karpenko
 Dmitro Chrystitj
 Serhij Klymentiev
 Vitalij Litvinenko
 Valentin Oletskij
 Oleksij Ponikarovskij
 Roman Salnikov
 Bohdan Savenko
 Vadim Sjachraitjuk
 Valerij Sjiriaiev
 Vladislav Serov
 Kostiantin Simtjuk
 Vadim Slyvtjenko
 Andrij Sriubko
 V'iatjeslav Tymtjenko
 Dmitro Tolkunov
 Serhij Varlamov
 V'iatjeslav Zavalniuk

### Schweiz
David Aebischer 
 Jean-Jacques 
 Björn Christen 
 Flavien Conne 
 Gian-Marco Crameri 
 Patric Della Rossa 
 Patrick Fischer 
 Martin Gerber 
 Martin Höhener 
 Sandy Jeannin 
 Marcel Jenni 
 Olivier Keller 
 Martin Plüss 
 André Rötheli 
 Ivo Rüthemann 
 Edgar Salis 
 Mathias Seger 
 Martin Steinegger 
 Mark Streit 
 Patrick Sutter 
 Julien Vauclair 
 Reto von Arx

### Österrike
Christoph Brandner 
 Reinhard Divis 
 Martin Hohenberger 
 Dieter Kalt, Jr. 
 Peter Kasper 
 Wolfgang Kromp 
 André Lakos 
 Günther Lanzinger 
 Dominic Lavoie 
 Robert Lukas 
 Christian Perthaler 
 Thomas Pöck 
 Gerald Ressmann 
 Kent Salfi 
 Mario Schaden 
 Thomas Searle 
 Oliver Setzinger 
 Matthias Trattnig 
 Martin Ulrich 
 Gerhard Unterluggauer 
 Simon Wheeldon

### Slovakien
Ľuboš Bartečko 
 Pavol Demitra 
 Michal Handzuš 
 Marián Hossa 
 Richard Kapuš 
 Ján Lašák 
 Richard Lintner 
 Ivan Majeský 
 Dušan Milo 
 Jaroslav Obšut 
 Žigmund Pálffy 
 Ján Pardavý 
 Rastislav Pavlikovský 
 Richard Pavlikovský 
 Róbert Petrovický 
 Pavol Rybár 
 Miroslav Šatan 
 Richard Šechný 
 Peter Smrek 
 Rastislav Staňa 
 Jozef Stümpel 
 Jaroslav Török 
 Ľubomír Višňovský

### Frankrike
Richard Aimonetto 
 Baptiste Amar 
 Benoît Bachelet 
 Vincent Bachet 
 Stéphane Barin 
 Guillaume Besse 
 Jean-François 
 Philippe Bozon 
 Arnaud Briand 
 Allan Carriou 
 Karl DeWolf 
 Laurent Gras 
 Christobal Huet 
 Laurent Meunier 
 Anthony Mortas 
 Denis Perez 
 Benoît Pourtanel 
 Patrick Rolland 
 François Rozenthal 
 Maurice Rozenthal 
 Yorick Treille 
 Jonathan Zwikel

## Damer

### Kanada
Dana Antal 
 Kelly Béchard 
 Jennifer Botterill 
 Therese Brisson 
 Cassie Campbell 
 Isabelle Chartrand 
 Lori Dupuis 
 Danielle Goyette 
 Geraldine Heaney 
 Jayna Hefford 
 Becky Kellar 
 Caroline Ouellette 
 Cherie Piper 
 Cheryl Pounder 
 Tammy Shewchuk 
 Samantha Small 
 Colleen Sostorics 
 Kim St-Pierre 
 Vicky Sunohara 
 Hayley Wickenheiser

### USA
Sara Decosta 
 Tara Mounsey 
 Courtney Kennedy A
 Angela Ruggiero 
 Lyndsay Wall 
 Karyn Bye 
 Sue Merz 
 Laurie Baker 
 Andrea Kilbourne 
 A.J. Mleczko 
 Jenny Potter 
 Julie Chu 
 Shelley Looney 
 Krissy Wendell 
 Katie King 
 Cammi Granato 
 Natalie Darwitz 
 Chris Bailey 
 Tricia Dunn 
 Sarah Tueting

### Sverige
Lotta Almblad 
 Anna Andersson 
 Gunilla Andersson 
 Emelie Berggren 
 Kristina Bergstrand 
 Ann-Louise Edstrand 
 Joa Elfsberg 
 Erika Holst 
 Nanna Jansson 
 Maria Larsson 
 Ylva Lindberg 
 Ulrica Lindström 
 Kim Martin 
 Josefin Pettersson 
 Maria Rooth 
 Danijela Rundqvist 
 Evelina Samuelsson 
 Therése Sjölander 
 Anna Vikman 
 Annica Åhlén

### Finland
Pirjo Ahonen 
 Sari Fisk 
 Kirsi Hänninen 
 Satu Hoikkala 
 Emma Laaksonen 
 Terhi Mertanen 
 Riikka Nieminen 
 Marja-Helena Pälvilä 
 Oona Parviainen 
 Tuula Puputti 
 Karoliina Rantamäki 
 Tiia Reima 
 Katja Riipi 
 Päivi Salo 
 Henna Savikuja 
 Hanne Sikiö 
 Saija Sirviö 
 Petra Vaarakallio 
 Marjo Voutilainen

### Ryssland
Marija Barykina 
 Jelena Bobrova 
 Tatjana Burina 
 Jelena Byalkovskaja 
 Irina Gasjennikova 
 Julija Gladisjeva 
 Aljuona Chomitj 
 Larisa Misjina 
 Jekaterina Pasjkevitj 
 Olga Permyakova 
 Kristina Petrovskaja 
 Olga Savenkova 
 Zjanna Sjtjeltjkova 
 Jekaterina Smolentseva 
 Tatjana Sotnikova 
 Svetlana Terentjeva 
 Svetlana Trefilova 
 Oksana Tretjakova 
 Tatjana Tsareva

### Tyskland
Maritta Becker 
 Bettina Evers 
 Steffi Frühwirt 
 Claudia Grundmann 
 Sandra Kinza 
 Sabrina Kruck 
 Michaela Lanzl 
 Nina Linde 
 Christina Oswald 
 Franziska Reindl 
 Nina Ritter 
 Sabine Rückauer 
 Anja Scheytt 
 Jana Schreckenbach 
 Esther Thyssen 
 Maren Valenti 
 Stephanie Wartosch-Kürten 
 Julia Wierscher 
 Raffi Wolf 
 Nina Ziegenhals

### Kina
Chen Jing 
 Dai Qiuwa 
 Guan Weinan 
 Guo Hong 
 Hu Chunrong 
 Jin Fengling 
 Li Xuan 
 Liu Hongmei 
 Liu Yanhui 
 Lu Yan 
 Ma Xiaojun 
 Sang Hong 
 Shen Tiantian 
 Sun Rui 
 Wang Linuo 
 Wang Ying 
 Xu Lei 
 Yang Xiuqing 
 Zhang Jing

### Kazakstan
Viktoriya Adyeva 
 Lyubov Alekseyeva 
 Antonida Asonova 
 Dinara Dikambayeva 
 Tatyana Khlyzova 
 Olga Konysheva 
 Olga Kryukova 
 Nadezhda Loseva 
 Svetlana Maltseva 
 Yekaterina Maltseva 
 Olga Potapova 
 Viktoriya Sazonova 
 Yelena Shtelmayster 
 Yuliya Solovyeva 
 Oksana Tajkevitj 
 Natalja Trunova 
 Ljubov Vafina 
 Svetlana Vasina 
 Natalja Jakovtjuk